# Shi Le
Shi Le (石勒) (274. – 333.), kurtoazno ime Shilong (世龍), formalno Car Ming od (Kasnijeg) Zhaoa ((後)趙明帝), bio je osnivač kineske/Jie države Kasniji Zhao.  U djetinjstvu je prodan kao rob kineskim velikodostojnicima dinastije Jin, ali je kasnije digao ustanak i postao moćni vojskovođa Xiongnu države Han Zhao, osvojivši u njeno ime veliki dio sjeverne Kine, ali zapravo držeči teritorije pod osobnom vlašću. Godine 319. se nakon sukoba s carem Han Zhaoa Liu Yaom odcijepio od Han Zhaoa i formirao vlastitu državu Kasniji Zhao, da bi 329. zarobio Liu Yaoa i osvojio Han Zhao, dodavši svom carstvu i zapadni dio Kine.
Shi Le je bio poznat kao darovit vojskovođa, ali su ga kasniji povjesničari kritizirali zbog pretjerane okrutnosti na svojim pohodima. Shi Le je također dao previše vlasti svom ambicioznbom i još okrutnijem nećaku Shi Huu, koji je nakon Shi Lejeve smrti preuzeo vlast od Shi Lejevog sina Shi Honga.